# Dadis Show
Le Dadis Show est une expression née des interventions médiatisées de l'ex-président de Guinée Moussa Dadis Camara. 

## Genèse
L'expression Dadis Show vient des discours et décisions prises par le Colonel Moussa Dadis Camara peu après sa prise de pouvoir. Il prononce ces discours et improvise des décisions au moment même de ses allocutions, souvent applaudies. 
Durant ces shows, le président Camara se livre via un parler vrai et improvise des résolutions spectaculaires et médiatisées. Très suivi, ces shows sont craints par les dignitaires du régime, car accompagné quelques fois de destitution improvisées.

## Suites et ramifications
Le Dadis Show en est venu à désigner un roman qui s'inspire de l'histoire de Moussa Dadis Camara,,.